# アマチュア無線の非常通信
非常通信（ひじょうつうしん）とは地震、台風、洪水、津波、雪害、火災、暴動その他非常の事態が発生し、または発生するおそれがある場合において、有線通信を利用することができないか又はこれを利用することが著しく困難であるときに、人命の救助、災害の救援、交通通信の確保又は秩序の維持のために行われる無線通信(電波法第52条第4号)。
非常通信は、遭難通信、緊急通信、安全通信などと同様に、免許状に記載された目的又は通信の相手方、若しくは通信事項の範囲を超えて運用することが可能である(電波法第52条)。ただし、遭難通信とは異なり、無線設備の設置場所、識別信号、電波の型式及び周波数は、免許状に記載されたところによらなければならず(電波法第53条)、空中線電力は、免許状に記載されたものの範囲内であり、通信を行うため必要最小のものである(電波法第54条)。
このことから、個人などが危険な状態にあるときにアマチュア無線を使って通信を行うことは非常通信には当たらない。また、非常事態において、免許を持たない者がアマチュア無線を使って非常通信を行うことは出来ない(真にやむを得ない場合には、緊急避難として違法性が阻却される場合がある)。
アマチュア無線局は、様々な周波数を使用することができるほか、手軽に使用できるハンディ機、車に搭載するモービル機、大規模なアンテナを備えた固定機など様々な形態があり、短距離通信から遠距離通信までカバーできるほか、停電などで有線の電話や携帯電話が使えない場合でも通信が可能である。また、アマチュア局の送信する通報は、他人の依頼によるものであってはならないとされているが(無線局運用規則第259条本則)、非常通信については除外されていることから、非常災害時等において有効な通信手段として活用が期待されている。ただし、アマチュア無線局の運用者の技術や知識は様々であり、あくまでもボランティアとしての活動であることから、過度な期待は禁物である。
非常通信の運用に当たっては、無線局運用規則「第二節　非常の場合の無線通信」に配慮しなければならない。

## 送信する場合
非常通信において、連絡を設定する為の呼出し又は応答は、呼出事項又は応答事項に[{\displaystyle {\overline {OSO}}}]を3回前置する必要がある(無線局運用規則第131条)。
通報を送信しようとするときは、[ヒゼウ](非常)（欧文であるときは、「ＥＸＺ」）を前置して行う(無線局運用規則第135条)。

## 受信したら
[{\displaystyle {\overline {OSO}}}]を前置した信号を受信した無線局は、応答するときを除き、これに混信や妨害を与えるおそれのある電波の発射を停止し傍受しなくてはならない(無線局運用規則第132条)。

## 報告、罰則
非常通信を行った場合、総務省の定める手続きにより、総務大臣に報告しなくてはならない(電波法第80条第1号)。
電波法第52条、第53条、第54条第1号又は第55条に規定される目的外使用の禁止等に違反して無線局を運用したときは、1年以下の懲役又は100万円以下の罰金となる(電波法第110条第5号)。
- 総務省 電波利用ホームページ｜その他｜アマチュア局による非常通信の考え方 https://www.tele.soumu.go.jp/j/ref/material/amahijyo/
- アマチュア無線局の非常通信マニュアル (jarl.org) https://www.jarl.org/Japanese/2_Joho/2-4_Hijou/index-manual.htm